# Brice Dulin
Pour les articles homonymes, voir Dulin.

a Compétitions nationales et continentales officielles uniquement.

b Matchs officiels uniquement.
Dernière mise à jour le 10 juin 2025.
Brice Dulin, né le 13 avril 1990 à Agen (Lot-et-Garonne), est un joueur international français de rugby à XV évoluant au poste d'arrière.
Il est champion de France avec le Castres olympique en 2013 et avec le Racing 92 en 2016. Il remporte la Coupe d'Europe avec le Stade rochelais en 2022 ainsi qu'en 2023, année à partir de laquelle la compétition s'appelle Champions Cup.

## Biographie

### Jeunesse et formation
Durant son enfance, il pratique la pelote basque, sport dont il remporte un titre de champion de France en jeunes. Désirant suivre son frère aîné Renaud Dulin, joueur professionnel de rugby à XV et international de rugby à sept depuis l'âge de quatorze ans, ce n'est qu'à l'âge de seize ans qu'il fait ses débuts en rugby à XV après une grave blessure au genou.

### Débuts à Agen (2009-2012)
Il défend les couleurs de l'équipe de France de rugby des moins de 18 ans et signe au SU Agen en 2009. Il y côtoie notamment Maxime Machenaud, Sofiane Guitoune ou encore Yoann Huget, et devient champion de France de Pro D2 en 2010. 
L'année de son sacre en Pro D2, il participe au championnat du monde des moins de 21 ans en Argentine avec l'équipe de France. Il s'y classe cinquième.

### Départ à Castres et débuts en équipe de France (2012-2014)
Brice Dulin signe au Castres olympique en 2012. La même année, il est convoqué pour la première fois en équipe de France à l'occasion de la tournée en Argentine durant l'été 2012. Il honore sa première cape le 16 juin à Cordoba lors d'une défaite 23 à 10. Il fait aussi partie du groupe France lors de la série de tests match victorieux de l'automne 2012. C'est d'ailleurs lors de cette tournée qu'il gagne ses galons de titulaire (victoires face à l'Australie, l'Argentine et les Samoa).
Toutefois, le néo-international, qui connait un problème récurrent aux adducteurs depuis le début de la saison doit déclarer forfait pour le Tournoi des Six Nations 2013 pour se faire opérer. Il fait son retour à la compétition le 12 avril 2013 face à l'Union Bordeaux Bègles, lors d'un match nul 23 partout. Avec son club, il déjoue les pronostics en remportant le titre de champion de France en battant en finale le RC Toulon, récent champion d'Europe. Brice Dulin est sélectionné pour la tournée d’été du XV de France en Nouvelle-Zélande. Il dispute deux des trois tests contre les Néo-Zélandais, s'inclinant respectivement 30 à 0 puis 24 à 9.
Une fracture de la mâchoire contractée dans la nuit du 19 au 20 juillet lors des fêtes de la Madeleine le prive de début de championnat. De retour sur les terrains avec son club et la sélection nationale, il inscrit son premier essai international contre les All Blacks le 9 novembre 2013 lors d'une défaite 26 à 19, puis récidive une semaine plus tard face aux Tonga sur une passe de Sofiane Guitoune, son ancien coéquipier à Agen.

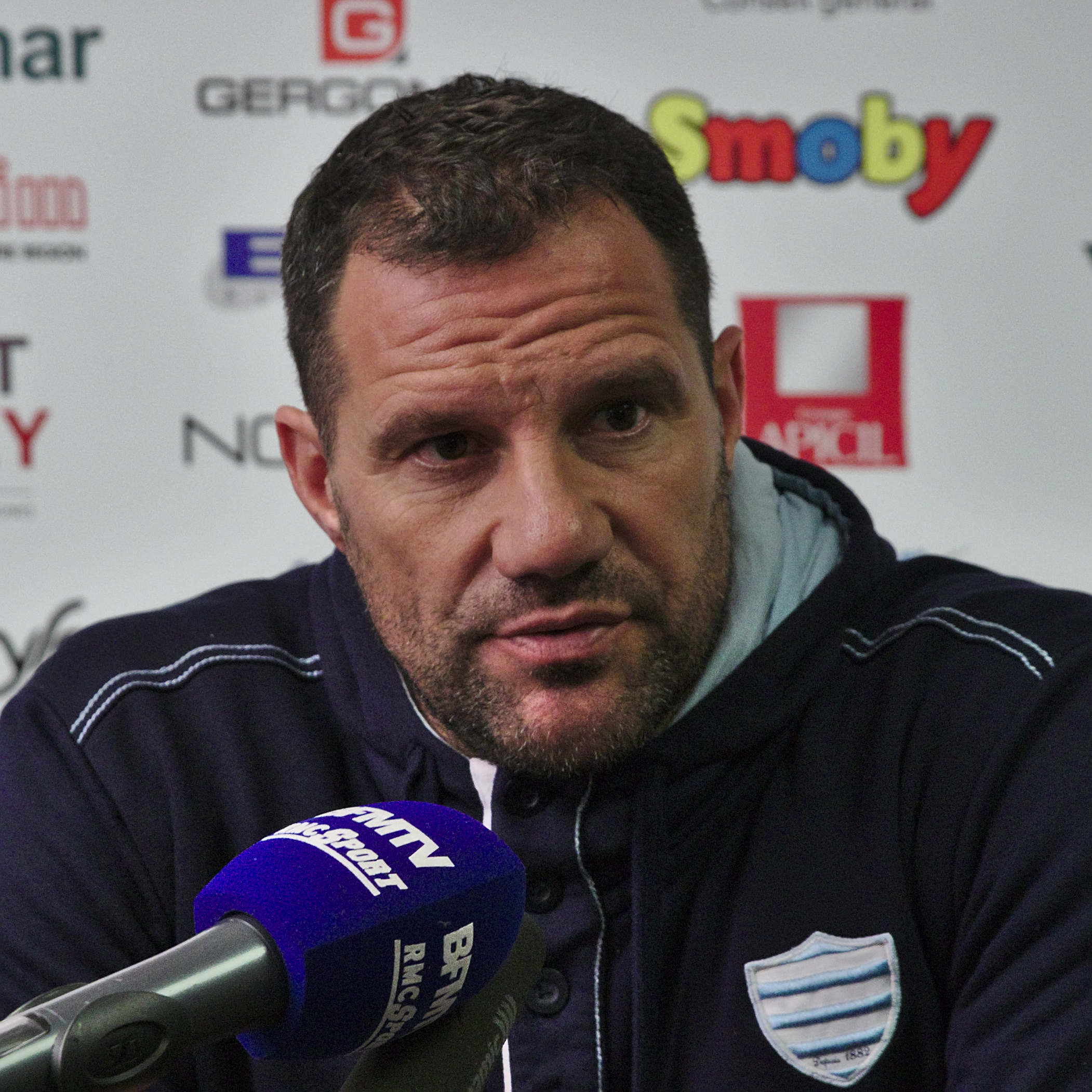
Laurent Labit, ici en 2015, est l'entraîneur de Brice Dulin en 2012-2013 à Castres, puis de nouveau de 2014 à 2019 au Racing.

Le 6 février 2014 il fait partie de la liste des 30 joueurs appelés par le staff de Philippe Saint-André pour préparer le Tournoi des Six Nations 2014. Il fait ses débuts dans cette compétition face à Angleterre, rencontre remportée sur le score de 26 à 24. Il participe aux cinq rencontres, inscrivant un essai lors de la dernière rencontre face à l'Irlande. La France, battue sur le score de 22 à 20 termine le tournoi à la quatrième place. Avec son club, il dispute quatre rencontres de Coupe d'Europe, inscrivant un essai face au Leinster. En Top 14, les Castrais, sixième de la phase régulière, éliminent Clermont lors du match de barrage, puis battent Montpellier en demi-finale pour s'offrir une nouvelle finale du championnat, face à Toulon comme en 2013.

### Transfert au Racing 92 (2014-2020)
Présent sans interruption au sein de l'équipe de France depuis le deuxième match de la tournée de juin 2013, avec seulement deux matchs débutés en tant que remplaçant sur les treize disputés, il doit déclarer forfait pour la tournée de novembre 2014, victime d'une fracture de fatigue du péroné détectée lors d'un rassemblement de l'équipe de France.
Alors qu'il semble être le titulaire du poste d'arrière en équipe de France dans l'optique de la saison 2014-2015, qui doit se conclure par la Coupe du monde, Scott Spedding lui est préféré. Il est toutefois retenu pour la compétition, où, à la suite du forfait de Yoann Huget, il est titularisé à l'aile.
Il est pour la deuxième fois champion de France en 2016, avec le Racing 92. 
Il fait son retour en équipe de France à l'occasion d'un test match à l'automne 2016 contre la Nouvelle Zélande. Il retrouve le Tournoi des Six Nations en 2017, à l'occasion du quatrième match, contre l'Italie. Il prend un carton jaune dès le premier match de la tournée suivante, contre l'Afrique du Sud. 
En juin 2017, l'encadrement du XV de France l'intègre dans la liste Élite des joueurs protégés par la convention FFR/LNR pour la saison 2017-2018.
Alors que Jacques Brunel l'appelle pour préparer le Tournoi des Six Nations 2018, il déclare forfait, remplacé par Hugo Bonneval.

### Au plus haut niveau au Stade rochelais et retour avec les Bleus (depuis 2020)
En 2020, il quitte le Racing 92 et rejoint le Stade rochelais. Après un bon début de saison, il est sélectionné en équipe de France par Fabien Galthié et Laurent Labit dans un groupe privé des meilleurs joueurs pour jouer la Coupe d'automne des nations. Il encadre de nombreux jeunes joueurs avec Baptiste Serin et Uini Atonio. Titulaire contre Italie lors de la 3e journée, il est nommé homme du match après un excellente performance. Il est de nouveau retenu pour participer à la finale de la coupe face à l'Angleterre. Il est encore titularisé pour la finale, un match très disputé que les Anglais remportent après prolongation (22-19). À l'issue de la compétition, il est élu meilleur joueur du Tournoi par le public avec 30,6 % des suffrages devant Duhan van der Merwe (26,2 %), Maro Itoje (25,9 %) et Tom Curry (17,6 %). De nouveau sélectionné pour le Tournoi des Six Nations 2021, il joue l'intégralité des cinq matchs titulaire à l'arrière.
Fin juin 2023, il est sélectionné dans une liste de 42 joueurs pour préparer la Coupe du monde 2023,. Brice Dulin est alors en concurrence pour la place de deuxième arrière avec Melvyn Jaminet derrière Thomas Ramos. Le 21 août, Dulin est absent de la liste des 33 joueurs appelés pour la Coupe du monde, Jaminet lui étant préféré.
Fin mai 2025, La Rochelle annonce le départ de son joueur à l'issue de la saison. 

## Style de jeu

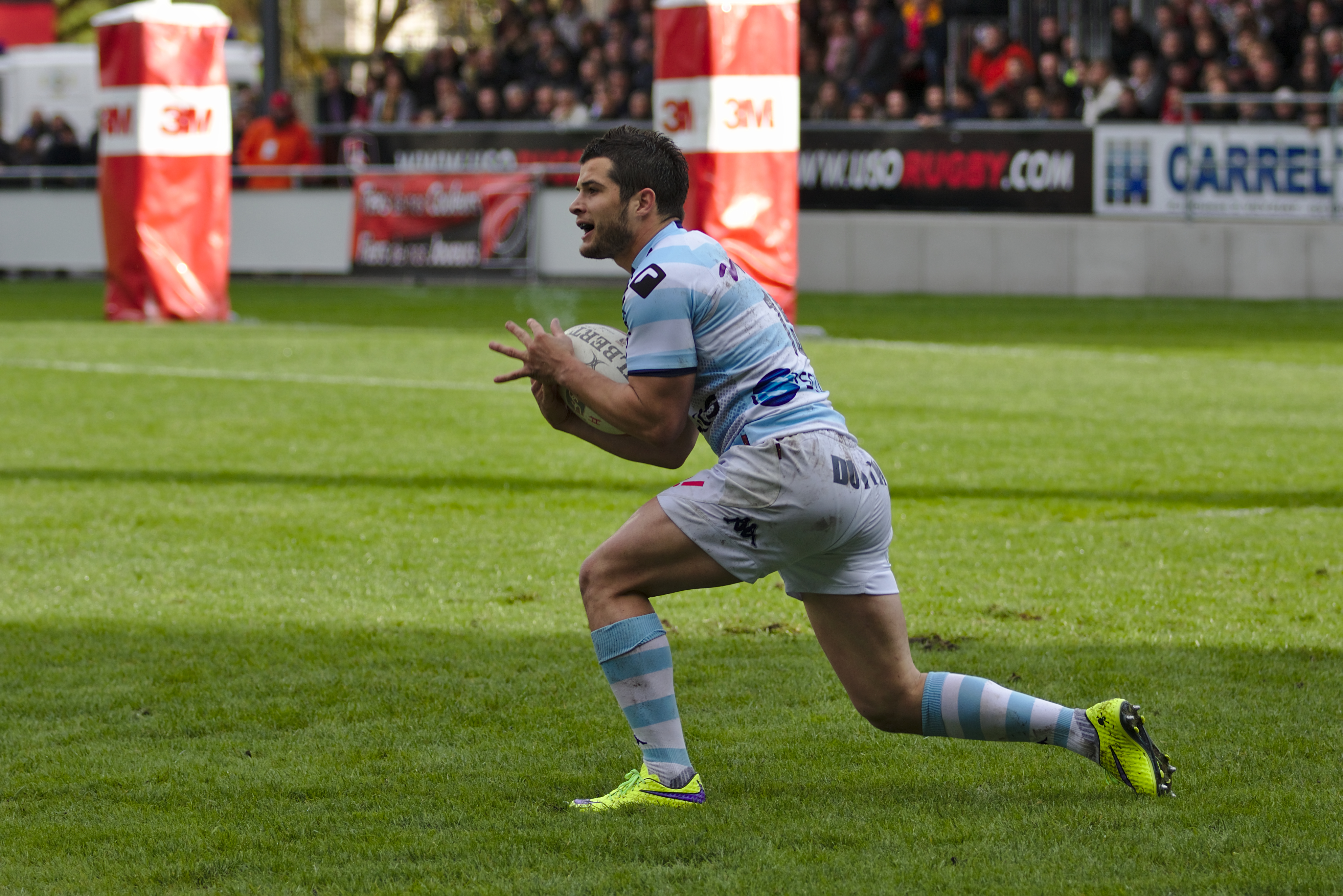
Brice Dulin avec le Racing 92 en 2015.

Le point fort de Dulin est sa qualité de relance : doté d'une forte accélération et de bons appuis, il excelle dans sa capacité à franchir la ligne en battant plusieurs défenseurs. Très agile et possédant de bons crochets, il se montre difficile à plaquer ce qui le rend très dangereux sur le plan offensif. Malgré sa relative petite taille (1,76 m), il est très adroit sur les ballons hauts et possède un jeu au pied puissant,.

## Statistiques

### En sélection nationale
Au 5 décembre 2020, Brice Dulin compte 37 capes internationales en équipe de France. Il inscrit 48 points, 9 essais et une pénalité. Il a honoré sa première sélection le 16 juin 2012 à Córdoba contre l'Argentine.
Il obtient sa première sélection dans le cadre du Tournoi des Six Nations lors de l'édition 2014. Il dispute également les éditions 2015 et 2017, comptant en total de huit sélections dans le tournoi. Il participe à une édition de la coupe du monde, lors de l'édition 2015, où il dispute quatre rencontres contre la Roumanie, le Canada, l'Irlande et la Nouvelle-Zélande. Appelé dans le groupe des 42 par Fabien Galthié pour préparer la Coupe du monde 2023, il n'est finalement pas retenu dans la liste finale au détriment de Melvyn Jaminet.
Avant ses sélections avec l'équipe de France, il porte le maillot de sélections de jeune. Il est international des moins de 18 ans et des moins de 19 ans.
| Essai | Adversaire       | Lieu                | Stade               | Compétition                 | Date             | Résultat |
| ----- | ---------------- | ------------------- | ------------------- | --------------------------- | ---------------- | -------- |
| no 1  | Nouvelle-Zélande | Paris, France       | Stade de France     | Test Match                  | 9 novembre 2013  | Défaite  |
| no 2  | Tonga            | Le Havre, France    | Stade Océane        | Test Match                  | 16 novembre 2013 | Victoire |
| no 3  | Irlande          | Paris, France       | Stade de France     | Tournoi des Six Nations     | 15 mars 2014     | Défaite  |
| no 4  | Pays de Galles   | Paris, France       | Stade de France     | Tournoi des Six Nations     | 28 février 2015  | Défaite  |
| no 5  | Italie           | Rome, Italie        | Stadio Olimpico     | Tournoi des Six Nations     | 11 mars 2017     | Victoire |
| no 6  | Angleterre       | Londres, Angleterre | Stade de Twickenham | Coupe d'automne des nations | 6 décembre 2020  | Défaite  |
| no 7  | Italie           | Rome, Italie        | Stadio Olimpico     | Tournoi des Six Nations     | 6 février 2021   | Victoire |
| no 8  | Pays de Galles   | Paris, France       | Stade de France     | Tournoi des Six Nations     | 20 mars 2021     | Victoire |
| no 9  | Écosse           | Paris, France       | Stade de France     | Tournoi des Six Nations     | 26 mars 2021     | Défaite  |

#### Tournoi des Six Nations
| Édition          | Rang | Résultats France | Résultats Brice Dulin | Matchs Brice Dulin |
| ---------------- | ---- | ---------------- | --------------------- | ------------------ |
| Six Nations 2014 | 4    | 3 v, 0 n, 2 d    | 3 v, 0 n, 2 d         | 5/5                |
| Six Nations 2015 | 4    | 2 v, 0 n, 3 d    | 0 v, 0 n, 1 d         | 1/5                |
| Six Nations 2017 | 3    | 3 v, 0 n, 2 d    | 2 v, 0 n, 0 d         | 2/5                |
| Six Nations 2021 | 2    | 3 v, 0 n, 2 d    | 3 v, 0 n, 2 d         | 5/5                |

#### Coupe du monde
| Édition         | Rang               | Résultats France | Résultats Dulin | Matchs Dulin |
| --------------- | ------------------ | ---------------- | --------------- | ------------ |
| Angleterre 2015 | Quart de finaliste | 3 v, 0 n, 2 d    | 2 v, 0 n, 2 d   | 4/5          |

Légende : v = victoire ; n = match nul ; d = défaite.

## Palmarès

### En club
- SU Agen
  - Vainqueur du Championnat de France de Pro D2 en 2010

- Castres olympique
  - Vainqueur du Championnat de France de Top 14 en 2013
  - Finaliste du Championnat de France de Top 14 en 2014

- Racing 92
  - Finaliste de la Coupe d'Europe en 2016
  - Vainqueur du Championnat de France de Top 14 en 2016
  - Vainqueur du Supersevens en 2020

- Stade rochelais
  - Finaliste de la Coupe d'Europe en 2021
  - Finaliste du Championnat de France en 2021 et 2023
  - Vainqueur de la Champions Cup en 2022 et 2023

### En sélection nationale
- France
  - Finaliste de Coupe d'automne des nations en 2020

### Distinctions personnelles
- Nuit du rugby 2012 : Meilleure révélation du Top 14 de la saison 2011-2012[30]
- Oscars du Midi olympique :  Oscar d'Argent 2014,  Oscar Europe 2023[31]
- Nuit du rugby 2014 : Meilleur joueur international français pour la saison 2013-2014
- Meilleur arrière de la saison 2012-2013 du Top 14 selon rugbyrama.fr[32]
- Meilleur arrière de la saison 2013-2014 du Top 14 selon rugbyrama.fr[33]
- Meilleur joueur de la Coupe d'automne des nations 2020
- Oscar Europe Midi olympique 2023[34]

## Filmographie
- 2019 : Tu mérites un amour de Hafsia Herzi : Bruno, l'homme du couple adepte du libertinage